# Comitè de Ministres del Consell d'Europa

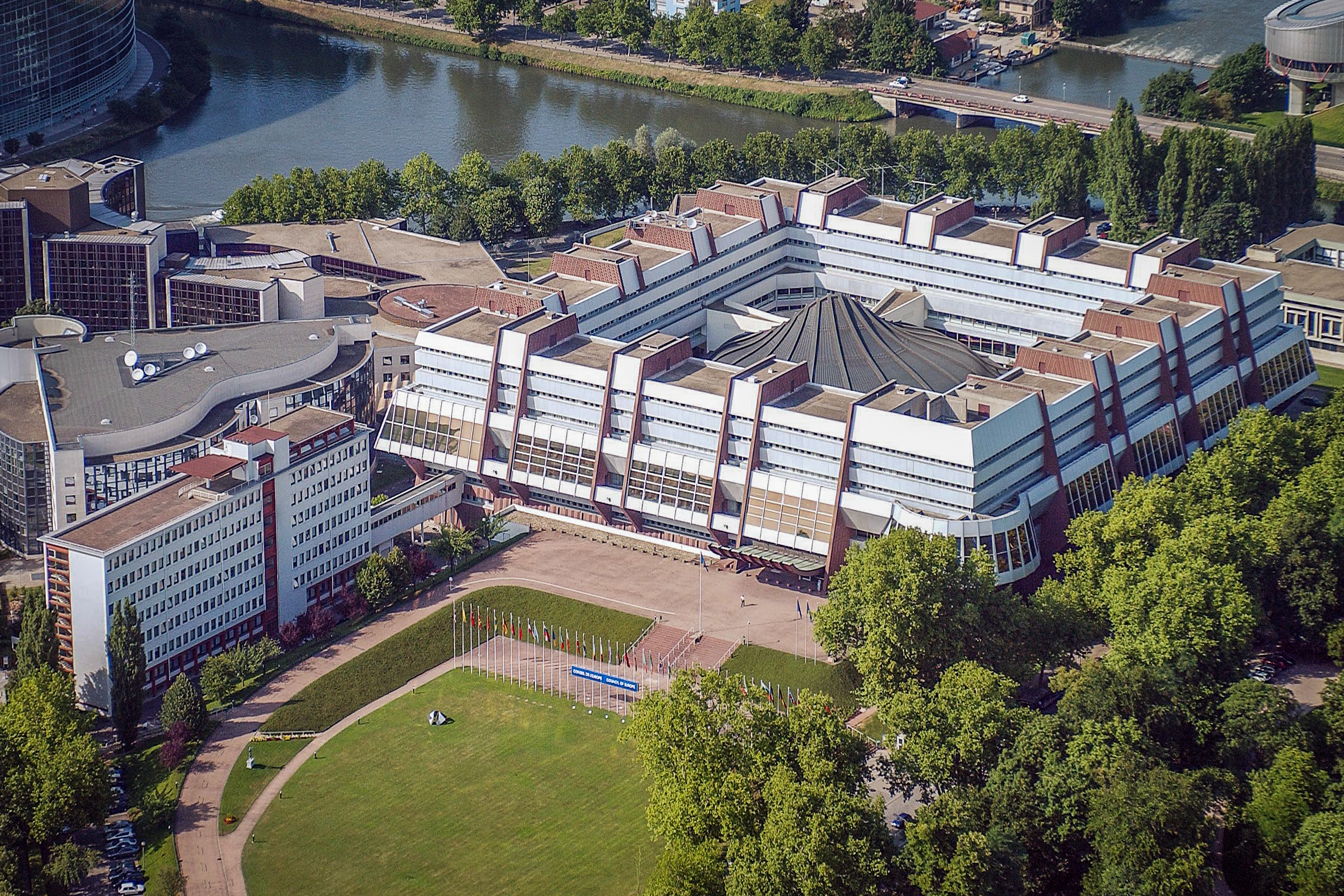
Vista aèria del Palau d'Europa, seu del Consell d'Europa.

El Comitè de Ministres és l'òrgan de decisió del Consell d'Europa. Està constituït pels ministres d'Afers exteriors de tots els Estats membres o pels seus representants permanents a Estrasburg. És el lloc on es debaten i s'elaboren les respostes de tots els membres als problemes col·lectius d'Europa. Es vetllen els valors fonamentals i els compromisos adquirits dels diferents Estats amb els acords del Consell d'Europa.
Aquesta institució no ha de ser confosa amb les pertanyents al Consell de la Unió Europea (aparell legislatiu de la UE) ni al Consell Europeu (reunió Caps d'Estat nacionals i president de la comissió de la UE) a pesar que comparteixin símbols, ja que això es deu al fet que ambdues institucions busquen la integració europea.

Estats pertanyents al Consell d'Europa.
Estats fundadors
Membres posteriors.

## Funcionament
El titular és el ministre d'Afers exteriors i també, des de 1952, el Delegat assignat que té el mateix poder de decisió. El Delegat sol ser el representant permanent que els Estats tenen a Estrasburg. El rang d'aquest és d'ambaixador o d'encarregat de negocis.
El responsable del correcte funcionament de les sessions del Comitè de Ministres és el Secretari del Comitè de Ministres que té el rang de Director General.
El Comitè es reuneix dues vegades a l'any, en maig i novembre, generalment a Estrasburg. L'únic debat exclòs és el referent al de la defensa nacional. Aquestes reunions són confidencials i en finalitzar es realitzen un o diversos comunicats. Els Delegats de Ministres, es reuneixen de forma setmanal. La presidència de les sessions es va alternant cada sis mesos pels diferents Estats membres en ordre alfabètic en anglès.
Existeix des de 1975 una Oficina dels Delegats dels Ministres per assistir-los, que des del 2001 està formada per sis membres: el President, els dos Presidents anteriors i els tres futurs Presidents del Comitè de Ministres. Té reunions periòdiques (dues al mes), preparatòries de les reunions del Comitè de ministres i coordina l'acció de les successives presidències.
Des de 1985 existeixen un grup de ponents que ajuda a la preparació dels Delegats. Formada pels mateixos Delegats, o els seus suplents. Es van reorganitzar en 1999.

### Atribucions
El treball i les activitats del Comitè de Ministres:
- Establir un diàleg polític entre els diferents membres.
- Mantenir relacions amb l'Assemblea Parlamentària del Consell d'Europa.
- Mantenir relacions amb el Congrés de Poders Locals i Regionals d'Europa.
- Establir l'admissió de nous Estats o d'excloure a algun si no compleix els requisits.
- Seguiment dels compromisos adquirits i adopció d'un text final amb els convenis i acords. El text d'un tractat es dona per finalitzat quan és adoptat per aquest Comitè de Ministres en el qual es precisa la majoria de dos terços dels vots emesos i majoria dels representants amb dret a vot. Els convenis només són obligatoris per als Estats que els ratifiquin.
- Adoptar recomanacions als Estats en l'acordat amb una "política comuna". Aquestes no són obligatòries.
- Realitzar els pressupostos.
- Planificar el "Programa intergovernamental d'activitats" i garanteixen la seva aplicació.
- Aplicar programes de cooperació i assistència per a Europa central i oriental.
- Controlar l'execució de les decisions del Tribunal Europeu de Drets Humans, amb publicació de les resolucions finals i en alguns casos provisionals.